# Hakea collina
Hakea collina (лат.) — кустарник, вид рода Хакея (Hakea) семейства Протейные (Proteaceae), произрастающий в восточных районах Австралии, эндемик Квинсленда. Небольшой ветвистый кустарник с корявыми ветвями и привлекательными кремово-желтоватыми цветками.

## Ботаническое описание
Hakea collina — сильноразветвлённый кустарник с изогнутыми ветвями, достигает до 1–2,6 м в высоту. Более мелкие ветви и листья имеют тонкие плоские шелковистые волоски, которые остаются до цветения. Прямые игольчатые листья скучены на концах ветвей длиной от 1,5 до 3,5 см и шириной от 1,2 до 1,7 мм, иногда с желобками на нижней стороне. Соцветие имеет от двух до двенадцати цветков с белым околоцветником длиной от 2,7 до 4,5 мм и длиной около 9 мм. Цветоножка имеет длину 2,5–5 мм и покрыта мягкими белыми волосками, простирающимися на нижнюю часть цветка. Яйцевидные плоды имеют мелкую морщинистость, более узкие у стебля длиной от 14 до 18 мм и шириной от 6,5 до 8,5 мм. Плод сужается к короткому острому кончику длиной 2–4 мм без клюва. Семена имеют длину от 11 до 14 мм с крылом с одной стороны. Цветёт в холодные месяцы с мая по июль. 

## Таксономия
Вид Hakea collina был описан австралийским ботаником Сирилом Тенисоном Уайтом в 1944 году как часть работы Contributions to the Queensland Flora, опубликованной в Proceedings of the Royal Society of Queensland. Видовое название — от латинского слова collinus, означающего «холм» или «холмистый», относящегося к среде обитания, где встречается кустарник.

## Распространение и местообитание
H. collina эндемичен для области на юго-западе Квинсленда на латеритной равнине, на холмах и равнинах, как часть акациевых кустарников и лесов.

## Охранный статус
H. collina классифицируется как «плохо изученная» в книге J.D.Briggs и J.H.Leigh «Редкие или угрожаемые растения Австралии» (1995).